# Étienne Bar Soudaïli
 (mars 2012).
Étienne Bar Soudaïli (en syriaque ܐܣܛܦܢܐ ܒܪ ܨܘܕܗܝܠܝ) est un moine et mystique syrien ayant vécu à la fin du Ve et au début du VIe siècle, auteur d'un ouvrage conservé en syriaque intitulé le Livre de saint Hiérothée. C'est un représentant du courant origéniste.
Hiérothée, selon la tradition, était comme Denys l'Aréopagite l'un des neuf membres de l'Aréopage devant lesquels saint Paul prononça un discours (Actes, 17:19-34, texte qui ne le mentionne pas). Converti comme Denys, il serait devenu le premier évêque d'Athènes, et Denys aurait été son successeur. Le Livre de saint Hiérothée est à l'origine un pseudépigraphe à rapprocher des traités du Pseudo-Denys l'Aréopagite, mais dénoncé bien avant du fait du caractère très hétérodoxe de sa doctrine. Dès le début du IXe siècle, l'évêque jacobite Jean de Dara, dans son commentaire sur le traité pseudo-dionysien La hiérarchie céleste, affirme que l'auteur du livre n'est pas saint Hiérothée, mais Étienne Bar Soudaïli, identification reprise ensuite, notamment, par Bar-Hebraeus.
Sans doute natif d'Édesse, en tout cas y ayant commencé sa carrière, Étienne Bar Soudaïli dut fuir cette ville sous le coup d'une accusation d'hérésie et trouva d'abord refuge auprès de Philoxène de Mabboug, qu'il tenta vainement de convertir à ses idées. Le métropolite écrivit ensuite à deux prêtres d'Édesse, Abraham et Oreste, pour les mettre en garde contre les idées propagées par Bar Soudaïli. Les conceptions décrites dans cette lettre, très similaires à celles du Livre de saint Hiérothée, rendent tout à fait vraisemblable l'identification faite par Jean de Dara. On conserve également une lettre de Jacques de Saroug adressée à Bar Soudaïli. Vers 512, celui-ci s'installa près de Jérusalem, à Thécoa, où un groupe de moines à tendance origéniste dirigé par l'abbé Nonnos avait fondé en 507 la Nouvelle Laure. Deux ans plus tard, en 514, une crise éclata, conduisant à l'éloignement de Nonnos lui-même, pour plusieurs années, de la Nouvelle Laure, premier épisode de la querelle origéniste du VIe siècle.
Le Livre de saint Hiérothée est postérieur aux traités du Pseudo-Denys l'Aréopagite, qu'il suppose connus et diffusés. Antoine Guillaumont en situe la composition après le synode organisé par l'empereur Justinien en 533. Le texte est conservé dans un manuscrit unique de la British Library (Add. 7189, essentiellement du XIIIe siècle). C'est probablement un texte syriaque original, non traduit du grec. Il est divisé en cinq livres. Dans le manuscrit, il est accompagné d'une introduction et d'un commentaire de Théodose de Tikrit, patriarche d'Antioche de l'Église jacobite de 887 à 896, qui paraît avoir sympathisé avec la doctrine exposée. Bar-Hebraeus a produit une version abrégée et réarrangée du texte, gommant ses aspects les plus hétérodoxes, en s'appuyant d'ailleurs sur le manuscrit que nous possédons, qui date à peu près de son époque.
Le contenu est une interprétation extrême de la doctrine des Centuries gnostiques d'Évagre le Pontique, selon un canevas cosmologique qui reprend le vocabulaire et les thèmes des traités pseudo-dionysiens. Le monde est produit par émanation du Bien Suprême, l'Essence divine « qui a été appelée universelle parce qu'elle a donné naissance à toutes les distinctions de l'être ». Cette production du multiple est une « motion vers le bas », conséquence de la « négligence », selon le schéma de la chute primordiale évagrienne. Ensuite, l'ouvrage s'attache surtout à décrire les étapes par lesquelles l'esprit se réunifie progressivement en Dieu, qui devient finalement tout en tout (apocatastase). Les trois moments principaux de l'ascension de l'intellect sont « dans la nature », « par-delà la nature » et « au-delà de la nature ». Durant cette ascension, le Christ sert d'intermédiaire et de guide, mais il disparaît lorsque la traversée initiatique touche à son terme : tous les intellects, en devenant identiques au Christ (isochrists), passent au-delà du Christ qui est aboli dans sa réalité individuelle. Au-delà du Christ, au-delà de la Divinité, au-delà de l'Unification même, il y a le Mélange-fusion, « qui excède par sa sublimité toutes les désignations de l'Unification ».
Cette exagération de la doctrine d'Évagre jusqu'à un panthéisme exalté est déjà soulignée dans la lettre de Philoxène de Mabboug, selon lequel « la doctrine impie et insensée [d'Étienne] ...déclare que la créature est Dieu et qu'il est possible que tout devienne comme lui » ; « tout deviendra en Dieu une seule nature et une seule essence, de telle sorte qu'il n'y aura plus celui qui crée et ceux qui reçoivent son action créatrice ». Philoxène rapporte aussi une anecdote qui va dans le même sens : des pèlerins auraient lu sur le mur de la cellule de Bar Soudaïli l'inscription « Toute nature est connaturelle à l'Essence divine », que le mystique aurait effacée devant la menace du scandale.

## Édition
- Fred Shipley Marsh (éd.), The Book of the Holy Hierotheos, Ascribed to Stephen Bar Sudhaile (c. 500 A. D.), with Extracts from the Prolegomena and Commentary of Theodosios of Antioch and from the "Book of Excerpts" and Other Works by Gregory Bar Hebraeus. Syriac Texts, Edited from Manuscripts in the British Museum and the Harvard Semitic Museum, Translated and Annotated, with an Introduction and Indexes, Londres, 1927, réimpr. Amsterdam, 1979.